# Kalahari Express Airlines
Die Kalahari Express Airlines war eine namibische Fluggesellschaft mit Hauptsitz in Windhoek.
Sie wurde 1997 als Joint Venture von Air Namibia (damals noch Teil von TransNamib als Mehrheitseigner) und Airlink aus Südafrika gegründet Airlink zog sich 1999 zurück.
Kalahari Express Airlines scheiterte bereit beim Erwerb von zwei Fokker F28-Mark 3000 (V5-KEA, V5-KEX) aus Australien, da es finanzielle Probleme gab. Geplant waren Verbindungen von Windhoek (Hosea Kutako International Airport) nach Johannesburg und Kapstadt.